# 阿比留あんな
阿比留 あんな（あびる あんな、1996年〈平成8年〉10月29日 - ）は、日本の女性タレント、レースクイーン。
大阪府出身。かつてはプラチナムプロダクションに所属し「阿比留 夏海」（あびるなつみ）名義で活動。その後現芸名に改め、ティースタイルマネージメントを経てイー・スマイルに所属している。愛称は、あびるん。

## 略歴

### 阿比留夏海時代
高校在学中に神戸コレクションに出演した際に、プラチナムプロダクションからスカウトされ高校卒業後に上京。中学時代からの憧れだったアイドルを目指し、2016年6月26日より女性アイドルグループ『ユルリラポ』に加入したが、メンバーの一人が重大なスキャンダルで事務所を解雇されたことにより同年10月1日をもって解散。その後2017年6月より、田村淳の企画「淳の休日」から誕生したアイドルグループ『KAGUYA』の紫担当として活動していた（「あびるなつみ」名義）。
またその一方で2016年『にゃんこ大戦争ガールズ』、2017年『ARTA GALS』を務め、レースクイーンとしても活動。なお、ARTAはこの翌年（2018年）以降コスチュームカラーを黒に変更し、“サーキット・アテンダント”として大きく様変わりしたため、オレンジコスのARTA GALSは2017年が最後となっている。

### 阿比留あんな改名～イー・スマイルへ
KAGUYA解散後はプラチナムを離れ一時芸能活動を休止していたが、2020年2月、所属事務所をティースタイルマネージメントに移籍し、阿比留あんなに改名。同年2月25日、プラチナムの同僚だった横田りかから引き継ぐ形で、レースクイーンチーム『D'stationフレッシュエンジェルズ』のメンバーとしてスーパー耐久の公式イメージガールに就任する。翌2021年も引き続きフレッシュエンジェルズとして活動する他、自身5年ぶりとなる「GTNET GIRL」としてSUPER GT300クラス・TEAM MACHのレースクイーンを担当。翌2022年もGTNET GIRLを継続した。
2022年2月11日、2年間所属したティースタイルマネージメントからイー・スマイルへ移籍したことを発表。同年2月17日、2016年以来6年間イメージガールを務めたフレエンから交代する形で新たに発足した、SDGs（持続可能な開発目標）アンバサダー『Swish』（スウィッシュ）の一員に就任。阿比留と宮瀬七海・松田蘭の3人は2023年もSwishとしての活動を続けており、S耐としては同一メンバー・同一ユニット名で存続する初の公式イメージガールとなった。
2023年はアップガレージのレースクイーンに当たる『TEAM UPGARAGE HONEYS』を3年間務めた五十嵐希から引き継ぎ、翌2024年もHONEYSを継続。また同じ事務所の松田蘭・花乃衣美優と共に、タックルベリーのイメージガールユニット『ベリーガールズ』の第19期メンバーとしても活動する他、スーパーフォーミュラでは4年間務めた木村理恵と吉美あやから『バンテリンビューティー』を引き継いだ。
2024年も引き続きSwishメンバーを務め、通算5年連続はS耐イメージガール史上最長となった。この年のSwishは宮瀬の後任として夏実晴香が起用され、阿比留と松田は残留した。

## 人物・逸話
- 趣味はアイドル鑑賞、特技はクラシックバレエ・カラダが柔らかいこと。
- フレエンには満19歳だった2015年頃から憧れており、事務所移籍後にこのチャンスを掴んで本当に嬉しかったと自身のインスタで語っている[20]。
- 林紗久羅はプラチナム時代の同僚で、同じARTA GALS出身[注 3]という共通点もある。フレエン以外においても2022年の東京オートサロン・C-WESTブースで共演[21]。その後先述の通り林と同じ事務所に移ることになった[1][注 4]。ちなみに林は阿比留のことを「あびたむ」と呼んでいる[22]。
- 妖怪好きで、水木しげるの出身地である鳥取県境港市の『境港妖怪検定』を受けるために勉強していたと「ZAKZAK」のインタビューで自慢している[23]。
- 2023年の東京オートサロン[注 5]ではSwishメンバーの中で唯一出演がなかった[注 6]が、TAS初日の1月13日に行われたスーパー耐久2022シリーズ表彰式では、Swish代表としてステージアシスタントを務めていた[動画 1]。翌2023年度のシリーズ表彰式でもステージアシスタントを務めている[動画 2]。

## 活動

### レースクイーン
| 年     | カテゴリー                    | チーム名                                | 他メンバー                                        | 参照リンク       |
| ------ | ----------------------------- | --------------------------------------- | ------------------------------------------------- | ---------------- |
| 2016年 | SUPER GT スーパーフォーミュラ | TEAM TOM'S “にゃんこ大戦争ガールズ”     | 中村奏絵                                          | [ 5 ]            |
| 2016年 | スーパー耐久ST-Xクラス        | GTNET GIRLS                             | 西村いちか                                        | [ 24 ]           |
| 2017年 | SUPER GT                      | ARTA GALS                               | 近藤みやび、宮崎あみ、成海梓                      | [ 6 ]            |
| 2020年 | スーパー耐久イメージガール    | D'STATION フレッシュエンジェルズ        | 林紗久羅、霧島聖子、引地裕美 宮瀬七海、水瀬琴音   | [ 9 ] [ 雑誌 1 ] |
| 2021年 | スーパー耐久イメージガール    | D'STATION フレッシュエンジェルズ        | 林紗久羅、織田真実那、引地裕美 宮瀬七海、水瀬琴音 | [ 10 ]           |
| 2021年 | SUPER GT                      | TEAM MACH「GTNET GIRL」                 |                                                   | [ 注 7 ]         |
| 2022年 | SUPER GT                      | TEAM MACH「GTNET GIRL」                 |                                                   | [ 12 ]           |
| 2022年 | スーパー耐久イメージガール    | SDGsアンバサダー「Swish」               | 宮瀬七海、松田蘭                                  | [ 13 ]           |
| 2023年 | スーパー耐久イメージガール    | SDGsアンバサダー「Swish」               | 宮瀬七海、松田蘭                                  | [ 14 ]           |
| 2023年 | SUPER GT                      | TEAM UPGARAGE「HONEYS」                 | 前田星奈                                          | [ 15 ]           |
| 2023年 | スーパーフォーミュラ          | VANTERIN TEAM TOM'S 「VANTERIN BEAUTY」 | 辻門アネラ                                        | [ 18 ]           |
| 2024年 | SUPER GT                      | TEAM UPGARAGE「HONEYS」                 | 安田七奈、前田星奈                                | [ 16 ]           |
| 2024年 | スーパーフォーミュラ          | VANTERIN TEAM TOM'S 「VANTERIN BEAUTY」 | 辻門アネラ                                        |                  |
| 2024年 | スーパー耐久イメージガール    | Swish                                   | 松田蘭、夏実晴香                                  | [ 19 ]           |
| 2025年 | SUPER GT                      | K-tunes Racing 2025WinG                 | 川田明日未、八乙女あんな、弓川いち華              |                  |
| 2025年 | スーパーフォーミュラ          | VANTERIN TEAM TOM'S 「VANTERIN BEAUTY」 | 辻門アネラ                                        |                  |
| 2025年 | スーパー耐久イメージガール    | Swish                                   | 菊池音羽、松田蘭                                  |                  |

### その他
- 「ミスいちご2017」ファイナリスト[25]
- タックルベリー「ベリーガールズ2023」[17]
- ゴルフトゥデイ（三栄）・GT バーディーズ（2024年）[26][動画 3]

## 出演

### イベント
- 東京オートサロン
  - 2016年「FALKENブースモデル」[27]
  - 2017年「TOM'Sブースモデル」（にゃんこ大戦争ガールズとして出演）[雑誌 2]
  - 2018年「GOODYEARブースモデル」[注 8]
  - 2022年「C-WESTブースモデル」[注 9]

- 東京ゲームショウ
  - 2017年「KONGZHONGブースモデル」[23]
  - 2018年「DMM GAMESブースモデル」[28]
- 第3回・ジェームストレッサ横浜「J1 GRAND PRIX」（2020年11月29日、ジェームストレッサ横浜店）
加藤遥香[注 10]と共にアシスタントを担当[29]。MCは碧井エリが務めた[30][31]。

### テレビ番組
- ゴッドタン（テレビ東京、2017年1月15日放送）ネタギリッシュNIGHT審査員
- 珍種目No.1は誰だ!? ピラミッド・ダービー（TBS、2017年6月11日放送）アシスタント[32]
- おいハンサム!! 第5話（2022年2月5日、東海テレビ制作・フジテレビ系列） - ユカリ 役[33]

### ミュージック・ビデオ
- Silent Siren「チェリボム」（アルバム『S』所収、2016年）[動画 4]
- UMine（引地裕美）「It's Summer Time」（2021年） - フレエンメンバーの織田・宮瀬・水瀬と共に出演[動画 5]